# Sprint (teknik)

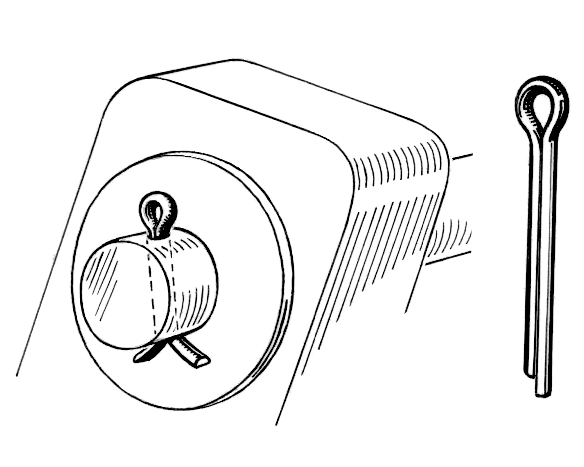
Saxsprint

Sprint är ett fästelement, ofta tillverkad i metall eller plast, som används för att förbinda två eller flera komponenter med varandra. En sprint kan vanligtvis lätt avlägsnas utan verktyg. Ofta dimensioneras sprintar på ett sådant sätt att de vid en viss påfrestning skjuvas i syfte att skydda andra komponenter. De kan också användas för att skydda en användare av ett system från att aktivera någon av systemets funktioner, genom att sprinten måste avlägsnas innan funktionen kan utföras. Exempelvis förekommer säkerhetssprintar på brandsläckare och handgranater.

## Olika typer
Det finns olika typer av sprintar, de är utformade på olika sätt och skiljer sig genom olika låsmetoder och olika tillverkningsmetoder.

### Saxsprint
En saxsprint består av ett dubbelvikt stålband eller tråd. Den del på sprinten som är delbar förs igenom ett hål i komponenten, varefter den delas och de två delarna böjs åt varsitt håll. Saxsprinten används ofta för att förhindra att bultar åker ur dess hål eller muttrar att gänga av sig på egen hand. Hålet är då borrat genom den gängade delen, och saxsprinten förs igenom som en slags stoppinne för muttern.

### Hårnålssprint

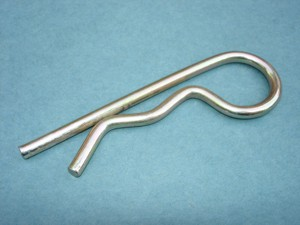
Typisk hårnålssprint.

Hårnålssprinten liknar saxsprinten men är istället formad som bokstaven "R". Den kurvade delen går istället på utsidan av materialet som hålet är gjort i. Sprinten behöver då inte böjas till utan låser med hjälp av formen fast sprinten. Vanligtvis användes härdad metalltråd som material.

### Spännstift
Spännstift är en sprint som med hjälp av fjäderkraft hålls kvar i sprinthålet.